# Scleromystax barbatus
Scleromystax barbatus es una especie de pez de la familia Callichthyidae en el orden de los Siluriformes.

## Morfología
El macho puede llegar alcanzar los 9,8 cm de longitud total. Tiene un cuerpo alargado y cubierto con dos hileras de placas óseas. La mitad delantera del cuerpo tiene un diseño similar a una malla oscura, que se extiende desde el hocico hasta la aleta dorsal y una fina franja color crema, que va desde la nariz, por encima de su cabeza, hasta la aleta dorsal. La boca es a la baja. La parte delantera del vientre es clara. Las aletas están manchadas.
Presenta un notorio dimorfismo sexual: los machos adultos son más intensamente coloreados, sobre todo alrededor de la cabeza y tienen odontoides (dientes dérmicos) bien desarrollados que se insertan en el tejido carnoso en un área grande a los lados del hocico.

## Hábitat
Es un pez de agua dulce y de clima subtropical.

## Distribución geográfica
Se encuentran en Sudamérica: cuencas fluviales costeras entre Río de Janeiro y Santa Catarina (Brasil).